# Le Jardin d'Éden (Rubens et Brueghel l'Ancien)
Pour les articles homonymes, voir Le Jardin d'Éden.
Le Jardin d'Éden est une peinture à l'huile sur bois réalisé en 1615 par les peintres Pierre Paul Rubens et Jan Brueghel l'Ancien. Cette peinture chrétienne représente Adam et Ève entourés d'animaux, au jardin d'Éden. L'œuvre est conservée au Mauritshuis, à La Haye, aux Pays-Bas.

## Histoire
À partir de 1766, le tableau fait partie de la collection de Pieter de la Court de Leiden. Il devient ensuite la propriété de Guillaume V d'Orange-Nassau et intègre en 1816, la collection de la Galerie royale de tableaux du Mauritshuis à La Haye.

## Sujet et description
Le tableau représente le moment juste avant la consommation du fruit défendu et la chute de l'homme, en référence au Livre de la Genèse 2.8-14. Adam et Ève sont représentés sous l'arbre de la connaissance du bien et du mal, où poussent divers fruits. L'arbre de vie, également chargé de fruits, est représenté sur le côté opposé.
Une grande variété d’animaux, provenant de divers écosystèmes y sont représentés. Un singe capucin d’Amérique du Sud, caché à gauche, mord dans une pomme, symbolisant le péché sur le point d’être commis par Adam et Eve. Puisque Adam n’a pas encore commis le péché originel, ces créatures vivent toutes en harmonie ; une vache regarde paisiblement pendant que deux gros chats jouent. Les oiseaux du paradis sont également peints avec une précision scientifique. Jusqu’à l’époque de ce tableau, on croyait que ces oiseaux n’avaient pas de pieds, alors qu'ils sont représentés clairement dans le tableau : il s’agit d’un acte de modernité de la part de Bruegel.

## Analyse
Le singe à côté d'Adam est l'impétueux qui ne peut résister à la tentation, tandis que le chat colérique près des talons d'Ève représente la ruse cruelle. Dans la symbolique chrétienne primitive, plusieurs raisins dans le feuillage derrière Adam et Ève représentent la Crucifixion, comme le vin représente le sang du Christ . De nombreux oiseaux exotiques tels que des paons et des aras assistent à la mort tragique d'Adam.